# كولن كارتر
كولن كارتر هو اقتصادي وبروفيسور كندي، ولد في 1954.